# Wereldbeker voetbal 1996
De Wereldbeker voetbal van 1996 werd gespeeld tussen het Italiaanse Juventus en het Argentijnse River Plate. De Italianen wonnen door een late goal van Alessandro Del Piero.

## Wedstrijddetails
|                              |               |         |             |                                                                                         |
| 26 november 1996 19:15 UTC+9 | Juventus      | 1 – 0   | River Plate | Olympisch Stadion, Tokio Toeschouwers: 48.305 Scheidsrechter: Márcio Rezende (Brazilië) |
| 26 november 1996 19:15 UTC+9 | Del Piero 81' | Verslag |             | Olympisch Stadion, Tokio Toeschouwers: 48.305 Scheidsrechter: Márcio Rezende (Brazilië) |

| Juventus | River Plate |

| Juventus:      |    |                      |            |
|                |    |                      |            |
| GK             | 1  | Angelo Peruzzi       |            |
| RB             | 3  | Moreno Torricelli    |            |
| CB             | 2  | Ciro Ferrara         |            |
| CB             | 4  | Paolo Montero        | Kreeg geel |
| LB             | 5  | Sergio Porrini       | Kreeg geel |
| RM             | 7  | Angelo Di Livio      |            |
| CM             | 14 | Didier Deschamps     |            |
| CM             | 21 | Zinédine Zidane      | 90'        |
| LM             | 18 | Vladimir Jugović     | Kreeg geel |
| CF             | 10 | Alessandro Del Piero |            |
| CF             | 9  | Alen Bokšić          |            |
| Wisselspelers: |    |                      |            |
| MF             | 20 | Alessio Tacchinardi  | 90'        |
| Coach:         |    |                      |            |
| Marcello Lippi |    |                      |            |

| River Plate:   |    |                   |            |
|                |    |                   |            |
| GK             | 1  | Roberto Bonano    |            |
| RB             | 4  | Hernán Díaz       |            |
| CB             | 2  | Celso Ayala       |            |
| CB             | 6  | Eduardo Berizzo   |            |
| LB             | 3  | Juan Pablo Sorín  |            |
| RM             | 8  | Roberto Monserrat |            |
| DM             | 5  | Leonardo Astrada  | Kreeg geel |
| AM             | 9  | Enzo Francescoli  |            |
| LM             | 11 | Sergio Berti      | 74'        |
| CF             | 10 | Ariel Ortega      |            |
| CF             | 7  | Julio Cruz        | 83'        |
| Wisselspelers: |    |                   |            |
| MF             | 14 | Leonel Gancedo    | 74'        |
| FW             | 18 | Marcelo Salas     | 83'        |
| Coach:         |    |                   |            |
| Ramón Díaz     |    |                   |            |

1960 · 1961 · 1962 · 1963 · 1964 · 1965 · 1966 · 1967 · 1968 · 1969 · 1970 · 1971 · 1972 · 1973 · 1974 · 1975 · 1976 · 1977 · 1978 · 1979 · 1980 · 1981 · 1982 · 1983 · 1984 · 1985 · 1986 · 1987 · 1988 · 1989 · 1990 · 1991 · 1992 · 1993 · 1994 · 1995 · 1996 · 1997 · 1998 · 1999 · 2000 · 2001 · 2002 · 2003 · 2004